# Kis éji zene
A G-dúr szerenád, avagy az „Eine kleine Nachtmusik” (Kis éji zene), K. 525, Wolfgang Amadeus Mozart egyik legnépszerűbb műve. Gyakran hangzik fel különféle vonóshangszer-összeállításokban, a kvintettől a kamarazenekarig. Mozart eredetileg két hegedűt, egy brácsát és csellót, esetleg nagybőgőt írt elő („bassi” kifejezéssel), tehát a játékosok számát nem rögzítette.
1787. augusztus 10-én fejezte be szerzője. A szerenádmuzsika minden kellemét és ünnepi ragyogását egyesíti magában. Nagyobb érzelmi mélységekig nem hatol, de formai megoldását tekintve minden szempontból méltó a környező érett mesterművekhez, a Don Giovannival egy időben írt g-moll vonósötöshöz, a Falusi muzsikusok című szextetthez vagy az Esti dalhoz.

## Tételek

### Allegro
Az első tétel határozott, lendületes indítása a zenéléshez készülődő alkalmi muzsikusok felállásának érzékeltetésével emlékeztet a szerenádmuzsika külső kereteire. A tételből mindvégig sziporkázó szellemesség, életigenlő vidámság árad.
Szerkezetileg nézve ez egy Allegro tempójelzésű tétel szonátaforma szerint, egy agresszívan emelkedő rakétatémával. A melléktéma, amely D-dúrban (domináns hangnem) íródott, még elegánsabb, mint az első. Az expozíció D-dúrban zár le, majd meg kell ismételni még egyszer. A kidolgozás szekció D-dúrban kezdődik, és a d-moll, ill. a C-dúr érintésével elérkezik a visszatéréshez (itt mindkét téma a tonika hangnemében kell hogy megszólaljon).

### Romanze. Andante
A tétel rondóformájú (AbAcAd) C-dúrban (szubdomináns hangnem). Az A téma kecses és lírikus, a B ennél ritmikusabb, a C komor, és érinti a c-mollt is. A tételt coda (záradék) fejezi be.

### Menuett. Allegretto
Ez a tétel – ahogy a tempójelzése is utal rá – egy ABA formájú menüett, ahol a B a trio rész. A tétel a tonika hangnemében van (G-dúr). A nagyszabású alkotások tőszomszédságára utal a tétel ellenpontozó hajlandósága.

### Rondo. Allegro
A befejező Rondó meglepő hangnemváltásaival, a kóda kontrapunktikus bravúrjával méltán képviseli e korszak mozarti remekműveit. Maga a tétel egyébként rondóformájú, G-dúrban íródott és az első tétel hangulatát idézi vissza.

## Egyebek

### Ötödik (vagy második?) tétel
Mozart saját, műveiről szóló katalógusában 5 tételesnek jelölte a művet, ahol a második tétel egy menüett volt. Ludwig von Köchel a Köchel-jegyzék első változatában elveszettnek jelölte a tételt. Alfred Einstein viszont megállapította, hogy a K. 498a számú B-dúr zongoraszonáta menüettje igazából a hiányzó tétel, bár ezt az állítást sokan megkérdőjelezik.

## Venom - Eine Kleine Nachtmusik
A brit Venom black/thrash metal együttes 1986-ban kiadott koncertlemezének címét Mozart műve után nevezték el.